# Frank Kortan
|  | Dieser Artikel wurde auf der Qualitätssicherungsseite des Projekts Bildende Kunst eingetragen. Die Mitarbeiter der QS-Bildende Kunst arbeiten daran, die Qualität der Artikel aus dem Themengebiet Kunst auf ein besseres Niveau zu bringen. Bitte hilf mit, die Mängel dieses Artikels zu beheben und beteilige Dich an der Diskussion. |

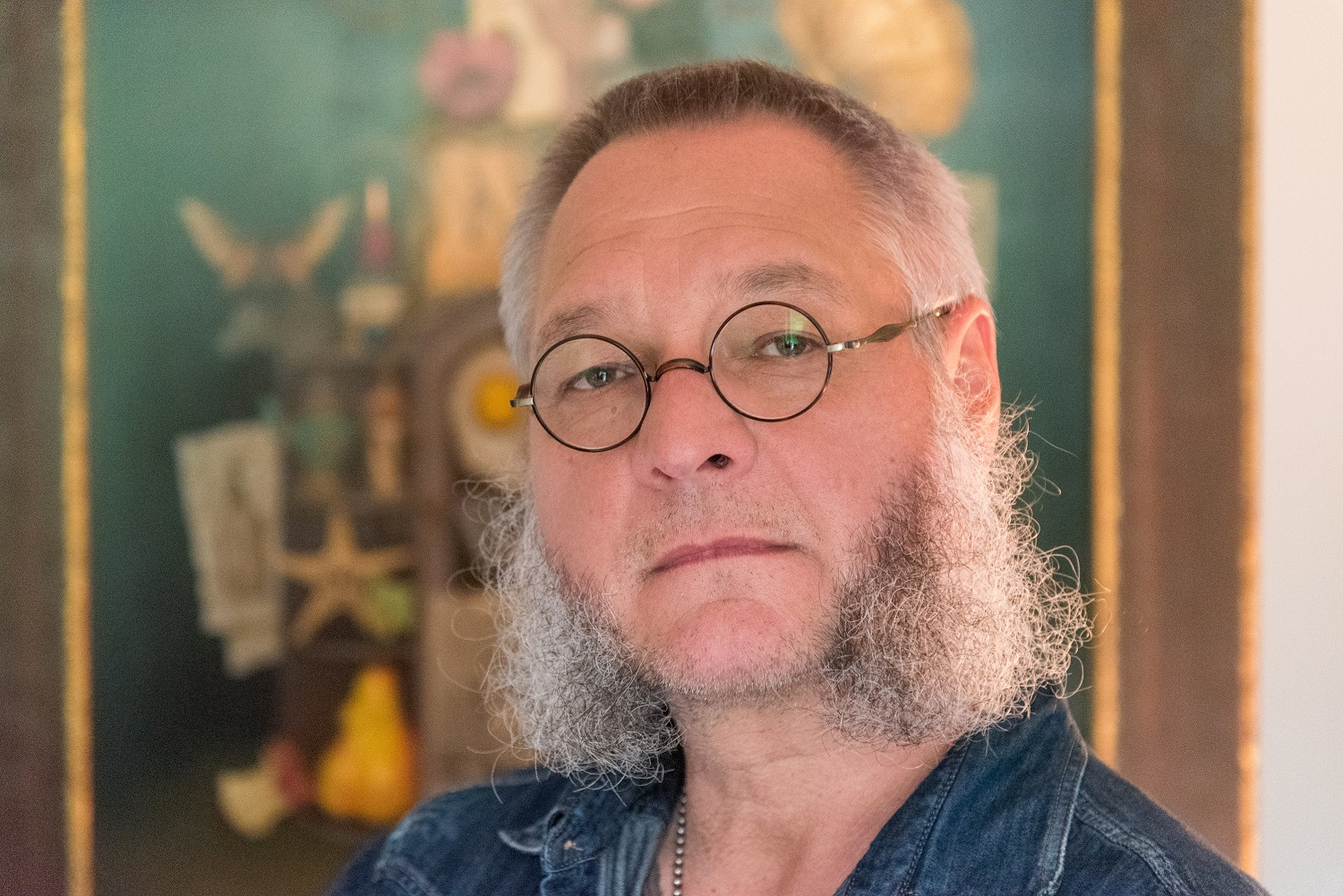
Frank Kortan (2019)

Frank Kortan (* 22. April 1964 in Prag) ist ein deutscher Maler. Er ist ein Künstler des Surrealismus, Phantastischen Realismus und Trompe-l’œil und ist Träger des World Prize of Salvador Dalí for fine Arts. Er lebt und arbeitet in Egloffstein in Bayern.

## Leben und Werk
Seine künstlerische Laufbahn begann er als professioneller Musiker. 1984 emigrierte er aus der Tschechoslowakei in die Schweiz (Tessin), nach einjährigem Aufenthalt siedelte er nach Deutschland um. Anfang der 1990er Jahre begegnete er der deutschen künstlerischen Szene, die sich mit dem Stil „Trompe-l’œil“ beschäftigte, eine feine Technik, die schon die alten Meister angewendet haben.
Aber der alleinige „Trompe-l’œil“-Stil, der vorwiegend klassische Stillleben darstellt, reichte ihm nicht aus, und deshalb kombiniert er ihn mit Fantastischem Realismus und Surrealismus, um seine Gedanken in surreale und magische Kompositionen zu verwandeln. In seinen Arbeiten verarbeitet er historische Themen, die sich aus Realität, Imagination und verstecktem Humor zusammensetzen.
Nicht nur historische Persönlichkeiten wie z. B. Wolfgang Amadeus Mozart, Johann Sebastian Bach, oder Franz Kafka werden in seinem einzigartigen Stil dargestellt, auch zeitgenössische Persönlichkeiten, wie der Schriftsteller Ephraim Kishon, der Sänger Karel Gott oder der Schauspieler und Dramaturg Bolek Polívka ließen sich von ihm porträtieren. Seit 2003 ist er ein Ritter des Orden Ordo Sancti Constantini Magni.
Seine Bilder konnte man in zahlreichen Einzel- und Gruppenausstellungen sehen, seine Arbeiten befinden sich in privaten und öffentlichen Sammlungen.

## Museums-Sammlungen
- Albrecht-Dürer-Haus, Nürnberg (Deutschland)
- Monaco Modern Art Museum, Monaco
- Museo de Arte Contemporáneo, Santiago de Chile
- Museo d'Arte, Mendrisio (Schweiz)
- Levi-Strauss-Museum, Buttenheim (Deutschland)
- Bibliothèque Royale Albert I., Brüssel (Belgien)
- National Contemporary Art Museum Lord Eastleigh Foundation, Seborga, Italien
- Die Monografie von Frank Kortan wurde in den Bibliotheksbestand des Kunstgewerbemuseums Prag (Tschechische Republik) aufgenommen

## Auszeichnungen
- World prize of Salvador Dalí for Fine Arts
- European Prize for fine Arts by the European Union of Arts
- International Prize Leonardo da vinci Italy
- International Prize Donatello Italy
- European Medal of Franz Kafka for Artistic Creation
- European Prize F. Kupka
- European Prize of Rudolf II
- 1st prize Palm Art award 2011, Art Domain Germany
- Toile d'or 2011, Fédération Nationale de la Culture Française
- Who is Publisher Prize 2014, Palm Art award, Art Domain Germany
- Merit award 2017, Palm Art award, Art Domain Germany
- Top contemporary artist of today for 2022 Award, Art Market/International Art Magazine Israel – USA
- Top contemporary artists of today for 2024 Award, gold list, Art Market/International Art Magazine Israel – USA

## Ausstellungen (Auszug)
- 1996 Galerie MIRO, Prag, Tschechische Republik
- 1999 Galerie MIRO, Prag, Tschechische Republik
- 2001 Salon de la Residence du Louvre, Menton, Monaco Modern Art Museum, Monaco
- 2003 Salon d’Automne, Paris, Frankreich
- 2003 Salvador Dali Ausstellung, Musée Baron Martin, Grey, Frankreich
- 2004 Centre Culturel Peugeot, Paris, Frankreich
- 2004 Adam und Eva, Albrecht Dürer Haus, Nürnberg, Deutschland
- 2005 Salvador Dali Exhibition, Musée Baron Martin Gray, Frankreich
- 2006 Graphische Sammlung, Albrecht Dürer Haus, Nürnberg, Deutschland
- 2006 Gallery North at European Parlament, Strasbourg, Frankreich
- 2006 Zeitgenössische Kunst, Art Affair Galerie, Regensburg, Deutschland
- 2006 Mona Lisa, Neues Rathaus, Brünn, Tschechische Republik
- 2006 Dalis Erben, Art Affair Galerie, Regensburg, Deutschland
- 2006 Salon du Fantastique Schloss Sedan, Frankreich
- 2006 Mona Lisa, Palais Nostic, Kultusministerium, Prag, Tschechische Republik
- 2007 Allegretti Palazzo Bertalazone di san Fermon Torino, Italien
- 2007 Salon comparaisons, Grand Palais des Champs Elysées, Paris, Frankreich
- 2007 Saint Germain des Angles, Frankreich
- 2007 Mona Lisa, Pressburg, Slowakei
- 2007 Galerie Sima, Paris, Frankreich
- 2008 Chapelle des Jesuites, Chaumont sur Mame, Frankreich
- 2007 Altes Rathaus, Viechtach, Deutschland
- 2007 A L’Ecu de France Gallery, Viroflay, Frankreich
- 2007 Die Kunst des Portraits, Stadtmuseum Erlangen, Deutschland
- 2009 Galleria Renaissance, Florenz, Italien
- 2009 Galleria Comunale di Arte Moderna e Contemporanea, Piombino, Italien
- 2009 Art centre, Schloss Vascoeuil, Frankreich
- 2009 Commerzbank Prag, Tschechische Republik
- 2009 Czech contemporary art – Parallel lines III, Moskau, Russland
- 2010 OPEN Arts – Brüssel, Belgien[7]
- 2011 Salon d’Automne Paris, Frankreich
- 2011 Barockschloss Riegersburg, Österreich
- 2011 Ducal Palace Nevers, Frankreich
- 2012 HIP Galerie d’art Paris, Frankreich
- 2014 Callas Bremen, Bilder der Nacht – so hell, Deutschland[8][9]
- 2014 Cultural Center Valéry-Larboud, Vichy, Frankreich
- 2015 Trompe-l'oeil, Konschthaus beim Engel, Luxembourg[10]
- 2015 Trierenberg Art, Traun, Österreich
- 2016 Glück, Galerie m Beck, Homburg, Deutschland
- 2017 Real – Surreal – Irreal, Villa Berberich, Bad Säckingen, Deutschland
- 2024 SCAN ART – Finalists Exhibition for Painting, Bakerhouse Gallery, Graz, Österreich

## Galerie

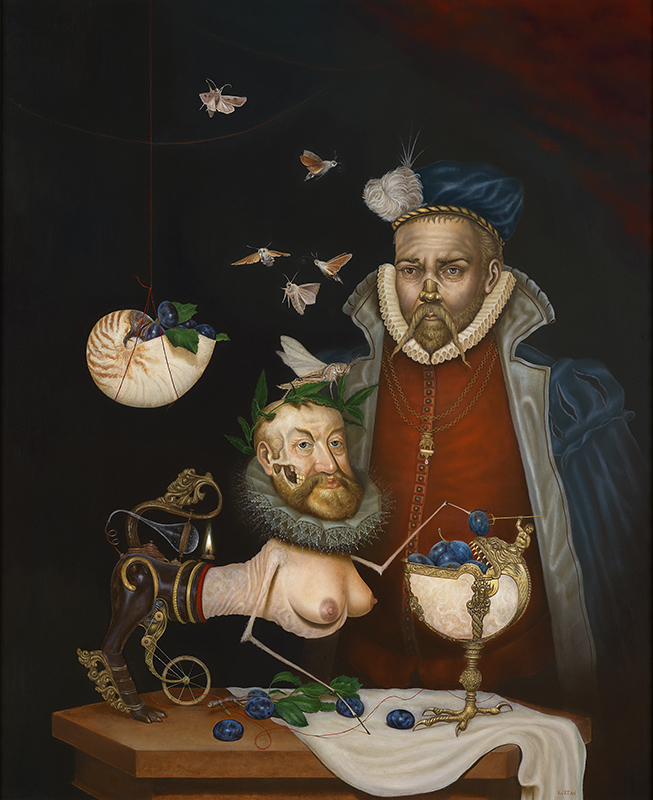
Alchemists experiment No. 2019
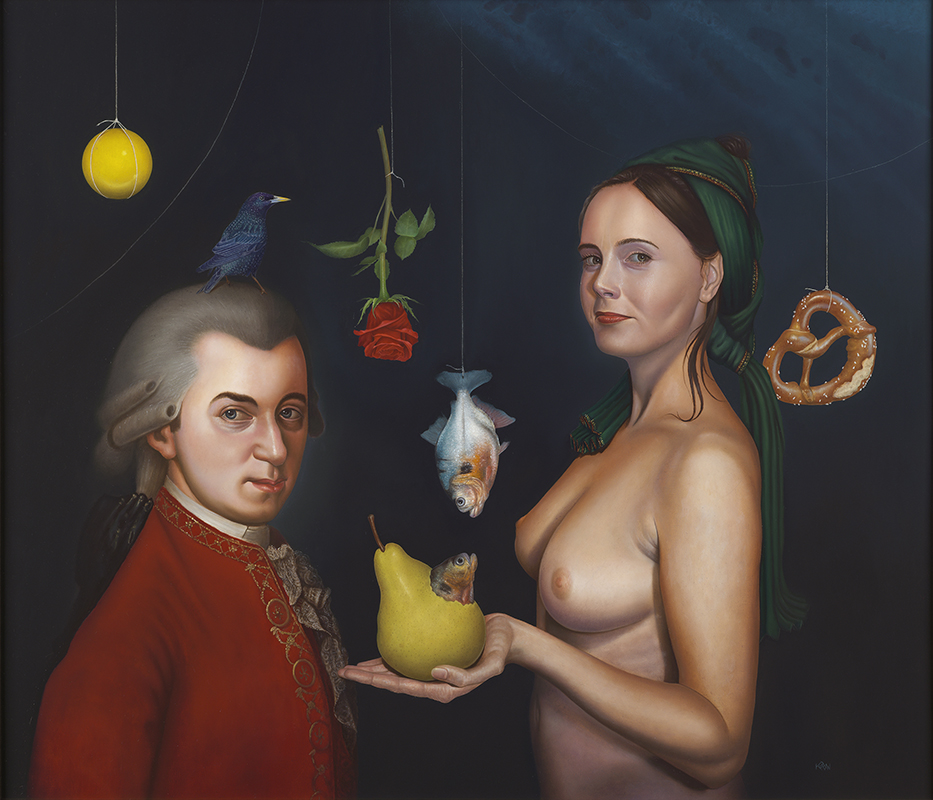
Amadeus verorende Oper „Le Nozze dei pesci“
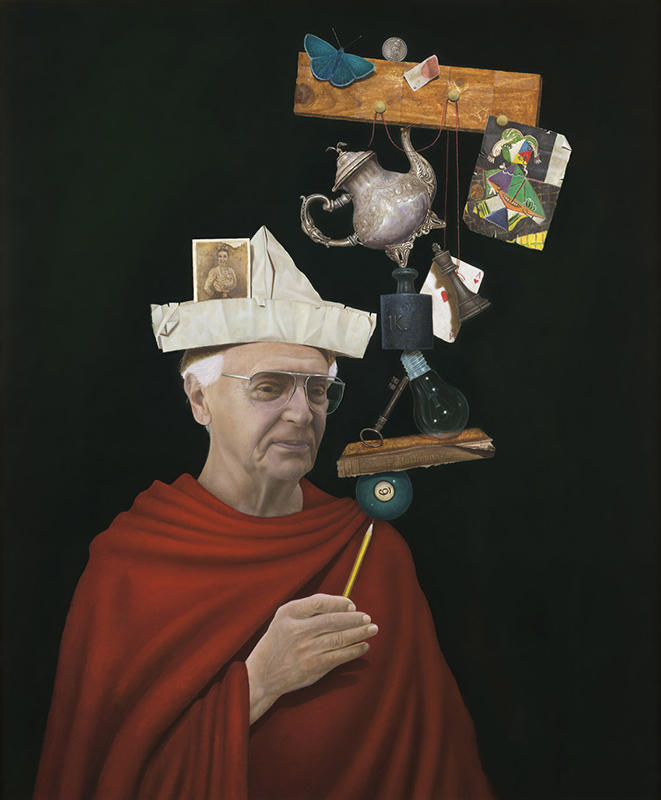
Eine Nachmittags-Vorstellung für Lisa und Freunde (Porträt für Ephraim Kishon)
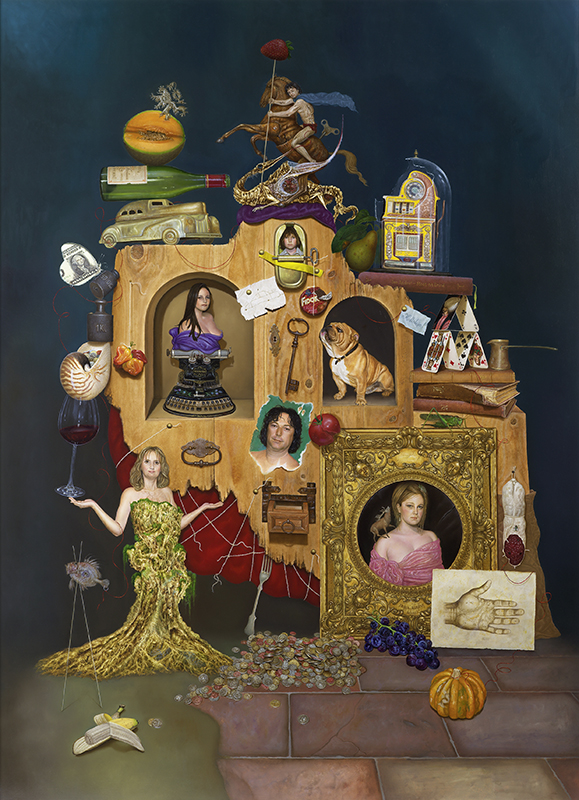
Palast des glücklichen Schicksals
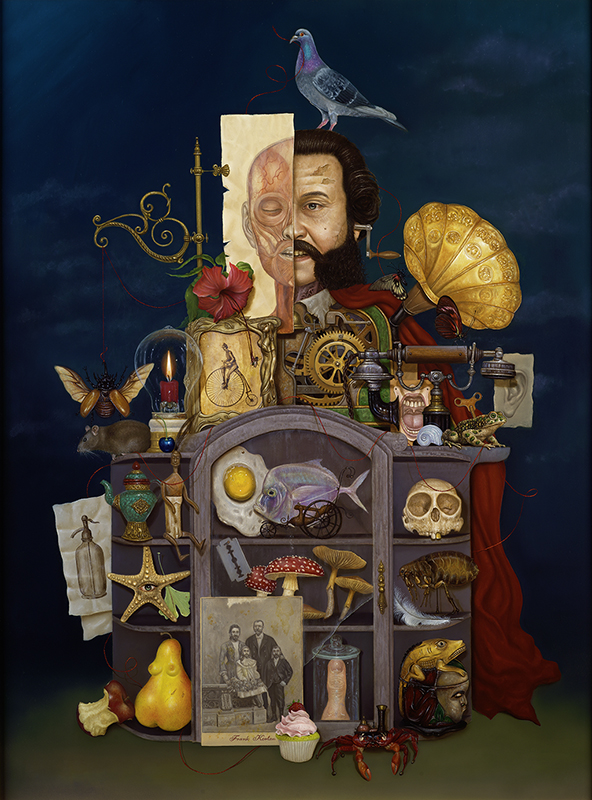
Denkmal für ein unbekanntes Genie
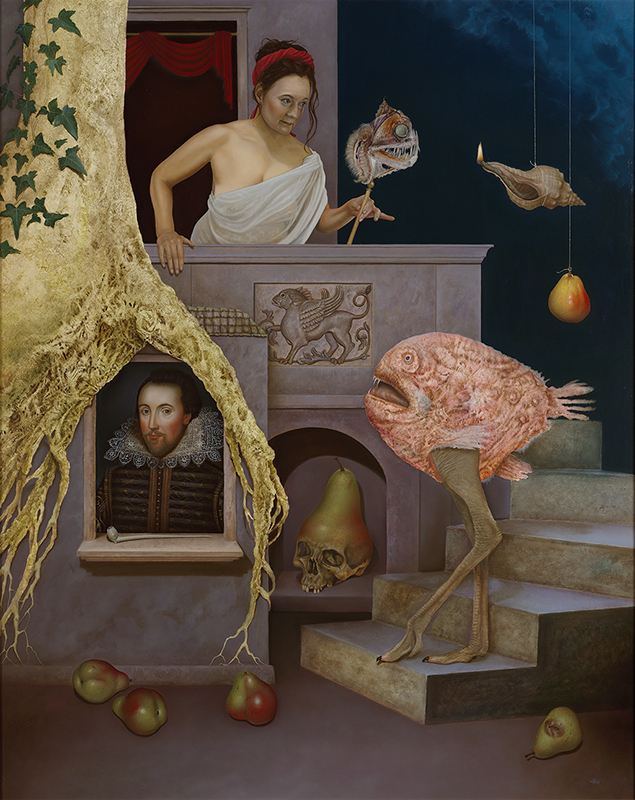
Romeo and Juliet
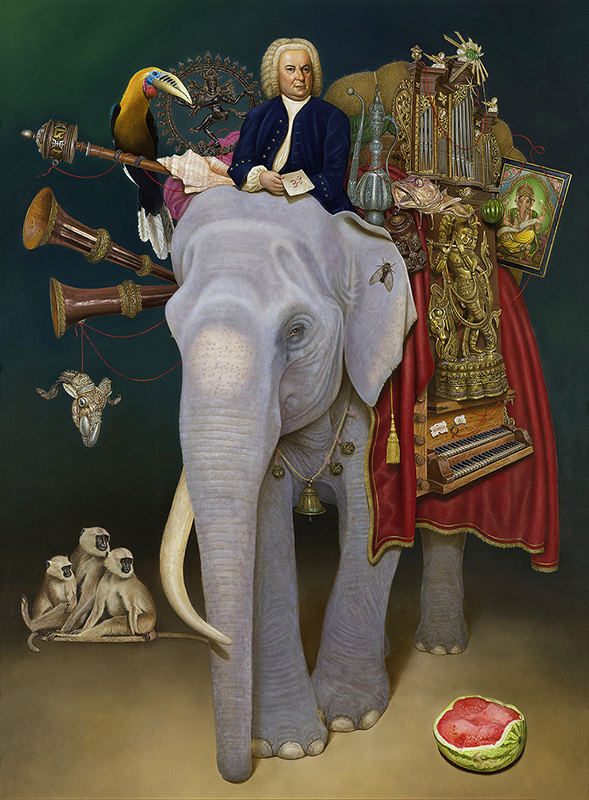
Geheime Reise des Johann Sebastian nach Nordindien
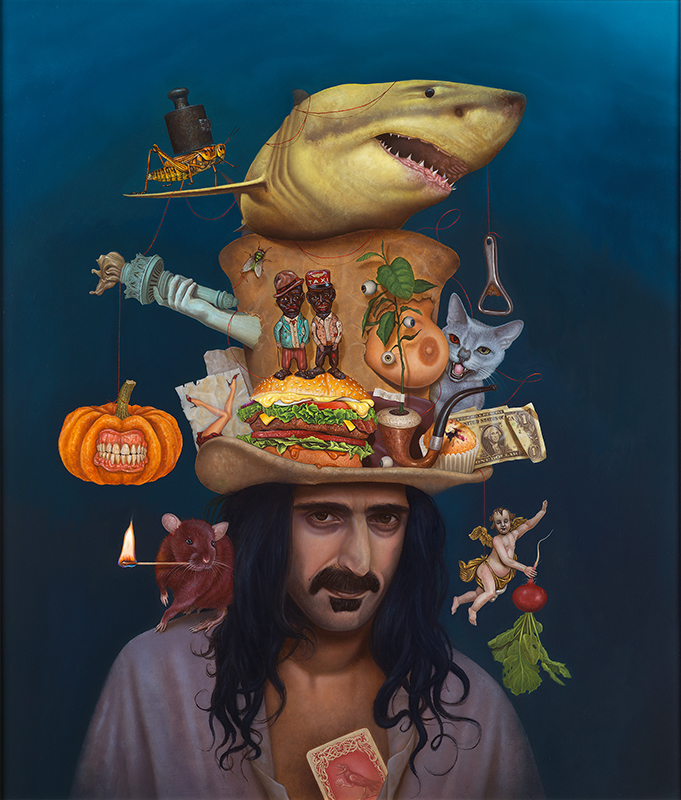
Yellow Shark
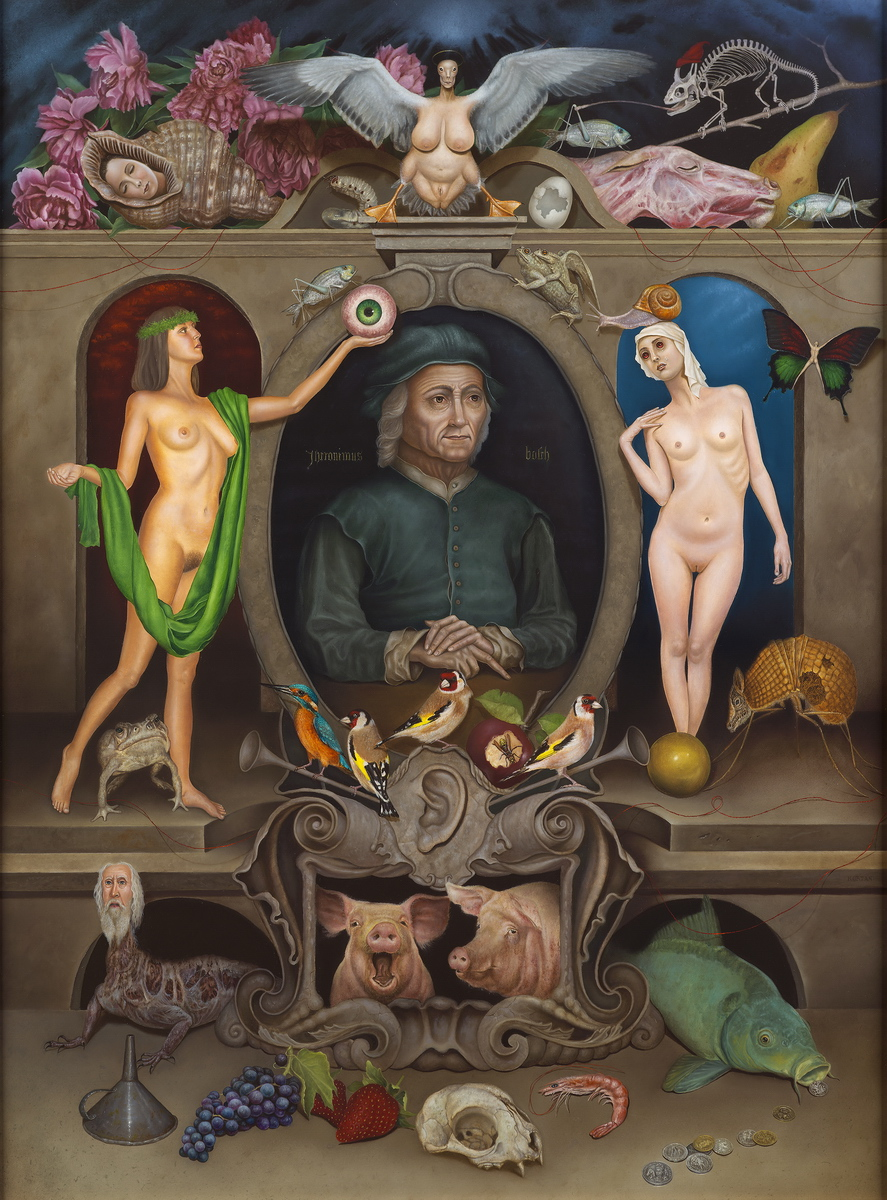
Hieronymus Tempel
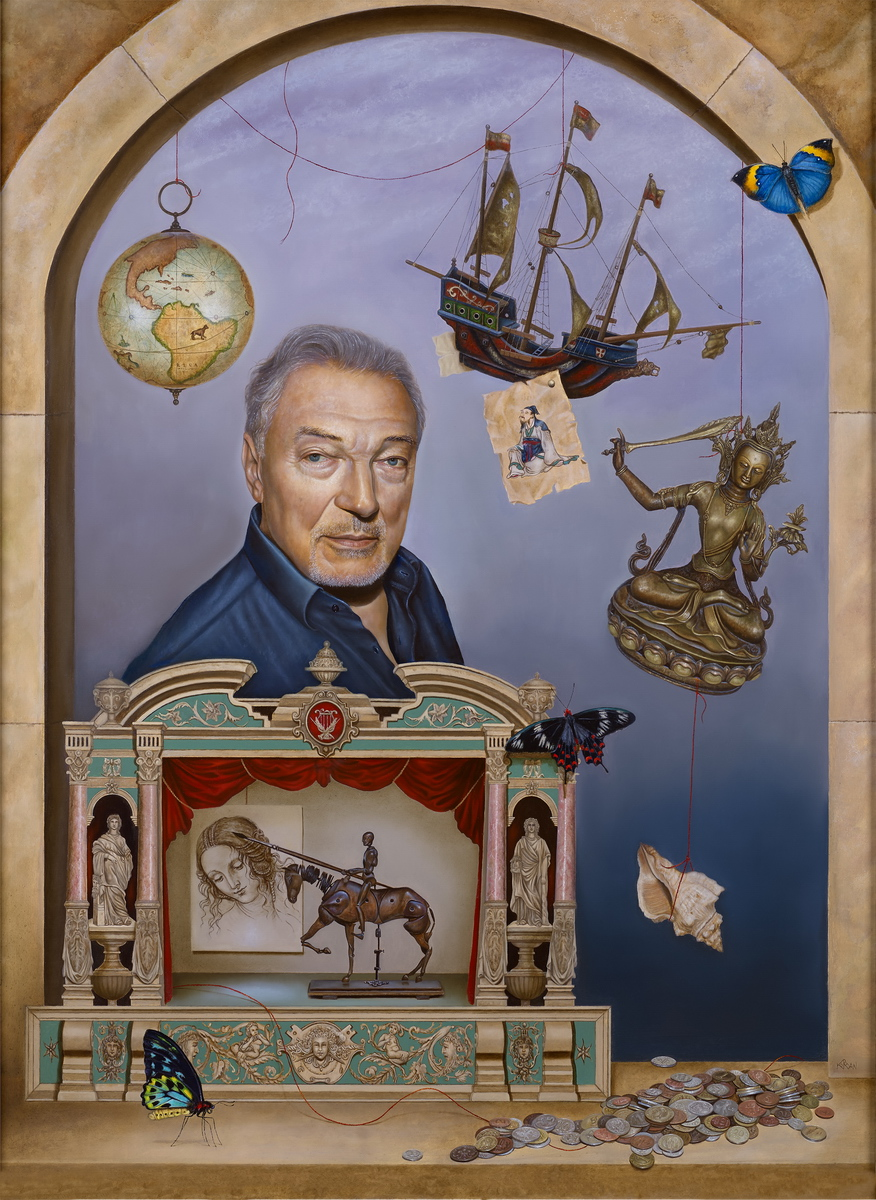
Zweimal um die ganze Welt